# Luke Donnelly
Luke Donnelly (sinh ngày 20 tháng 1 năm 1996) là một cầu thủ bóng đá người Scotland thi đấu ở vị trí tiền đạo cho Queen's Park. Donnelly bắt đầu sự nghiệp là một cầu thủ trẻ cho Celtic và có khoảng thời gian cho mượn ở Greenock Morton, East Stirling và Alloa Athletic.

## Sự nghiệp câu lạc bộ
Sinh ra ở Glasgow, Donnelly khởi đầu sự nghiệp cùng với Celtic khi thi đấu thường xuyên cho đội bóng trẻ.
Anh có khoảng thời gian thi đấu theo dạng cho mượn tại East Stirling, sau đó là Alloa Athletic, và tiếp theo gia nhập Morton theo dạng cho mượn vào tháng 2 năm 2017. Sau khi rời Celtic cuối mùa giải 2016–17, Donnelly ký hợp đồng với tư cách nghiệp dư cho đội bóng  Scottish League One Queen's Park mùa giải 2017–18.